# Варюхін Володимир Олексійович
Варюхін Володимир Олексійович (нар. 14 грудня 1921, с. Зарванці Вінницького району Вінницької області — пом. 8 липня 2007, Київ) — український вчений, професор, доктор технічних наук, Заслужений діяч науки УРСР, генерал-майор у відставці (з 2005).

## Біографічні відомості
Учасник Другої світової війни.
- 27.09.1939 — 08.03.1942 — радист 2-ї Червонопрапорної армії Далекосхідного фронту;
- 08.03.1942 — 05.08.1942 — начальник радіостанції 927-го окремого батальйону зв'язку 96-ї стрілецької дивізії 2 ОКА;
- 05.08.1942 — 04.11.1942 — командир радіовзводу 927-го окремого батальйону зв'язку 96-ї стрілецької дивізії 21 армії Сталінградського фронту;
- 04.11.1942 — 11.01.1943 — командир радіовзводу, Сталінградський (Донський) фронт;
- 11.01.1943 — 28.04.1943 — поранений, лікування в евакогоспіталі 3755;
- 28.04.1943 — січень 1944 — командир радіовзводу, 905 БАО Уральського військового округу;
- січень 1944 — 12.04.1944 — командир радіовзводу, один з Українських фронтів;
- 12.04.1944 — 10.07.1945 — командир радіовзводу, 69 БАО 68 РАБ (радянсько-американська операція «Френтік»);
- 10.07.1945 — 23.05.1951 — слухач Військової електротехнічної академії зв'язку ім. С. М. Будьонного (м. Ленінград, нині С.-Петербург)[2];
- 23.05.1951 — 18.11.1961 — викладач Військової командної академії зв'язку (м. Ленінград, нині С.-Петербург);
- 27.11.1956 - рішенням ради Військової Червонопрапорної інженерної академії зв'язку ім. С. М. Будьонного присуджено науковий ступень кандидата технічних наук[2].

З 18.11.1961 р. проходив службу у Київському вищому зенітно-ракетному інженерному училищі, потім по 1981 р. був начальником кафедри Військової академії ППО Сухопутних військ імені Маршала Радянського Союзу Василевського О. М., з 1996 р. — в Академії ЗС України (Київ).
Доктор технічних наук — 1968 р., професор — 1972 р., Заслужений діяч науки УРСР — 1979 р.

## Наукові результати

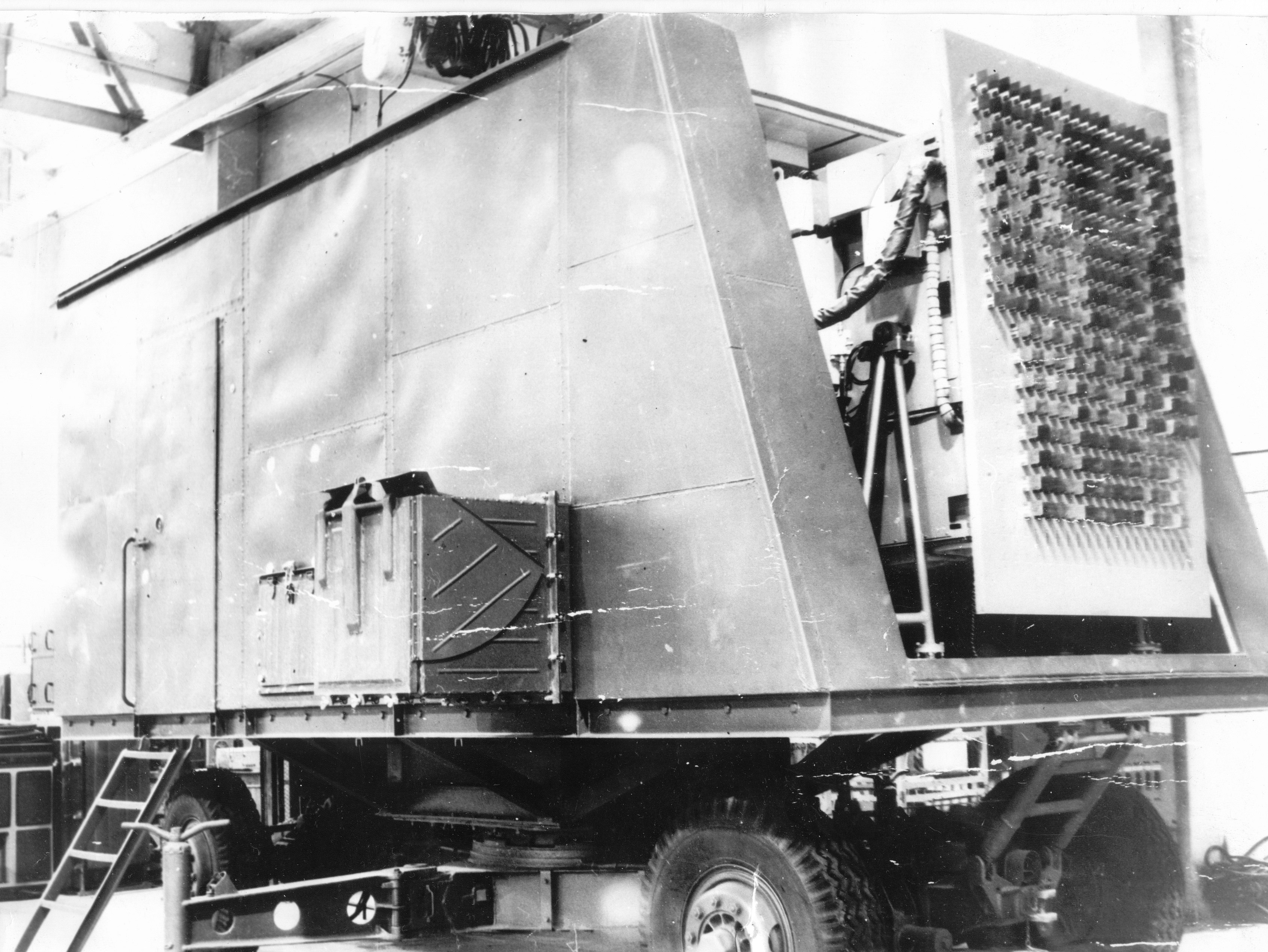
Дослідний зразок 64-канальної ЦАР

Засновник відомої наукової школи багатоканального  аналізу та цифрових антенних решіток (ЦАР).
Теорія багатоканального  аналізу розглядає способи визначення кутових координат джерел залежно від кутових відстаней між ними, фазових і енергетичних співвідношень між сигналами, а також функціональні схеми обладнання, що реалізують теоретичні висновки. Визначення параметрів джерел проводиться безпосереднім розв'язком систем трансцендентних рівнянь високого порядку, що описують функцію відгуку багатоканального аналізатора. Труднощі, що виникають при розв'язку систем трансцендентних рівнянь високого порядку, були подолані Варюхіним В. О. шляхом «сепарації» невідомих, при якій визначення кутових координат зводиться до розв'язку двох або навіть одного рівняння, а визначення комплексних амплітуд — до розв'язку лінійних систем рівнянь порядку N.
Важливою віхою у визнанні наукових результатів Варюхіна В. О. став захист ним дисертації на здобуття наукового ступеня доктора технічних наук, що відбувся у 1968 р. Відмінною рисою розвинених ним теоретичних основ стала максимальна автоматизація процесу оцінювання координат і параметрів сигналів, тоді як за кордоном у цей час зароджувався підхід, що базується на формуванні функції відгуку сейсмічного багатоканального аналізатора й оцінці його розрізнювальної здатності на основі візуальних вражень.
Міжвідомча науково-технічна нарада, проведена в 1977 р. Науковою Радою АН СРСР з проблеми «Статистична радіофізика» (голова — академік Кобзарєв Ю. Б.) і Філією протиповітряної оборони Сухопутних військ Військової артилерійської академії ім. М. І. Калініна (м. Київ), визнала пріоритет наукової школи Варюхіна В. О. у розробці й практичній реалізації теорії багатоканального аналізу. Вона ж датувала початок досліджень, що виконувалися під керівництвом Варюхіна В. О. за напрямом цифрових антенних решіток, 1962 роком.

### Основні публікації
- А. С. СССР № 25752. Способ измерения направлений на источники электромагнитного поля. //Варюхин В. А., Заблоцкий М. А. — 1962.
- Варюхин В. А., Касьянюк С. А. Об одном методе решения нелинейных систем специального вида. — Журнал вычислительной математики и математической физики, Издание АН СССР, 1966, том 6, № 2, С. 347–352.
- Варюхин В. А., Касьянюк С. А., Финогенова В. Г. Об одной задаче связного экстремума для класса функций, представимых интегралом Стильтьеса, Изв. вузов. Матем., 1966, номер 6, С. 40–49.
- Варюхин В. А.,  Касьянюк С. А. О влиянии флюктуаций членов позитивной последовательности на ее канонические главные представления, Ж. вычисл. матем. и матем. физ., 1968, том 8, номер 1, С. 169–173.
- Варюхин В. А., Касьянюк С. А. Об итерационных методах уточнения корней уравнений, Ж. вычисл. матем. и матем. физ., 1969, том 9, номер 3, С. 684—687.
- Варюхин В. А., Касьянюк С. А. Об итерационных методах решения нелинейных систем. Ж. вычисл. матем. и матем. физ., 1970, том 10, № 6, С. 1533-1536.
- Варюхин В. А., Касьянюк С. А. Об одном классе итерационных процедур решения систем нелинейных уравнений, Ж. вычисл. матем. и матем. физ., 1977, том 17, номер 5, С. 1123–1131.
- Варюхин В. А., Покровский В. И., Сахно В. Ф. Модифицированная функция правдоподобия в задаче определения угловых координат источников с помощью антенной решетки, Докл. АН СССР, 1983, том 270, номер 5, С. 1092—1094.
- Варюхин В.А., Покровский В.И., Сахно В.Ф. О точности измерения угловых координат нескольких источников с помощью антенной решетки// Радиотехника и электроника. 1984. № 4.
- Варюхин В. А. Основы теории многоканального анализа /В. А. Варюхин. — К. : ВА ПВО СВ, 1993. — 171 с.
- Варюхин В. А. Основы теории многоканального анализа./Под ред. В.И. Покровского. — Киев: Наук. думка, 2015. — 168 с.

Більшість наукових праць мали закритий характер.

## Нагороди
- Орден Червоної Зірки
- Орден Червоної Зірки
- Орден Вітчизняної війни II-го степеня
- Орден Вітчизняної війни I-го степеня
- Медаль «За бойові заслуги»
- Медаль «За перемогу над Німеччиною у Великій Вітчизняній війні 1941—1945 рр.»
- Знак "Почесний радист СРСР"
- Орден «За службу Батьківщині у Збройних Силах СРСР» ІІІ ст.
- медалі